# بالیک‌لی (آرهاوی)
بالیک‌لی (به ترکی استانبولی: Balıklı) یک منطقهٔ مسکونی در ترکیه است که در آرهاوی واقع شده‌است. بالیک‌لی ۶۹ نفر جمعیت دارد.